# Domenico Pozzovivo
Domenico Pozzovivo (Policoro, 30 novembre 1982) è un ex ciclista su strada italiano, professionista dal 2005 al 2024.
Con caratteristiche di scalatore, si è distinto per la costanza di piazzamenti nelle classifiche generali delle principali corse a tappe (ha terminato sette volte il Giro d'Italia nei primi dieci), in carriera ha vinto il Giro del Trentino 2012, una tappa al Giro d'Italia 2012, una tappa alla Volta Ciclista a Catalunya 2015 e una tappa al Giro di Svizzera 2017.

## Carriera

### Gli esordi e i successi tra gli Under-23
Comincia a gareggiare nel ciclismo nella categoria Giovanissimi, con il GS Melidoro. Durante l'infanzia pratica diverse attività sportive e si dedica allo studio della musica classica seguendo lezioni di pianoforte, prima di dedicarsi esclusivamente alle due ruote all'età di sedici anni e partecipare alle competizioni per allievi con il GS Marangiolo di Taranto. Dopo aver concluso il Liceo scientifico con il massimo dei voti, si trasferisce in Piemonte per gareggiare tra gli juniores con il Pedale Chierese.
Nel 2001 fa il suo debutto nella categoria dilettanti Under-23 con la maglia della Zoccorinese-Vellutex, formazione toscano-brianzola diretta da Olivano Locatelli e capitanata da un giovane Jaroslav Popovyč. Nel 2004 passa quindi tra le file della società trevigiana Zalf-Désirée-Fior: è in questa stagione che ottiene i migliori risultati da Under-23, tra cui la vittoria in una tappa del Giro della Regione Friuli Venezia Giulia, il secondo posto al Giro della Valle d'Aosta e il quarto nella prova in linea Under-23 dei campionati del mondo di Verona.

### 2005-2008: i primi anni di professionismo
Grazie alle vittorie conseguite nelle categorie precedenti, passa professionista nel 2005 con la Ceramica Panaria-Navigare. Quell'anno si classifica quinto al Giro dell'Appennino, poi viene selezionato anche per il Giro d'Italia ma è costretto al ritiro per una caduta quando, all'età di 23 anni ed al suo esordio, è già tra i primi 20 in classifica generale. Anche il suo 2006 non è fortunato: il ciclista lucano è infatti costretto ad un nuovo periodo di stop forzato a causa di una nuova caduta, questa volta al Giro del Trentino, nella quale riporta fratture alle costole. Nel 2007, anche grazie al terzo posto nella Settimana Ciclistica Lombarda, si guadagna la chiamata per il Giro d'Italia. Nonostante la giovane età, disputa nuovamente una buona corsa in appoggio al compagno di squadra Emanuele Sella e giunge al traguardo finale di Milano in diciassettesima posizione (miglior piazzamento di tappa il 14º posto nella frazione di Briançon).

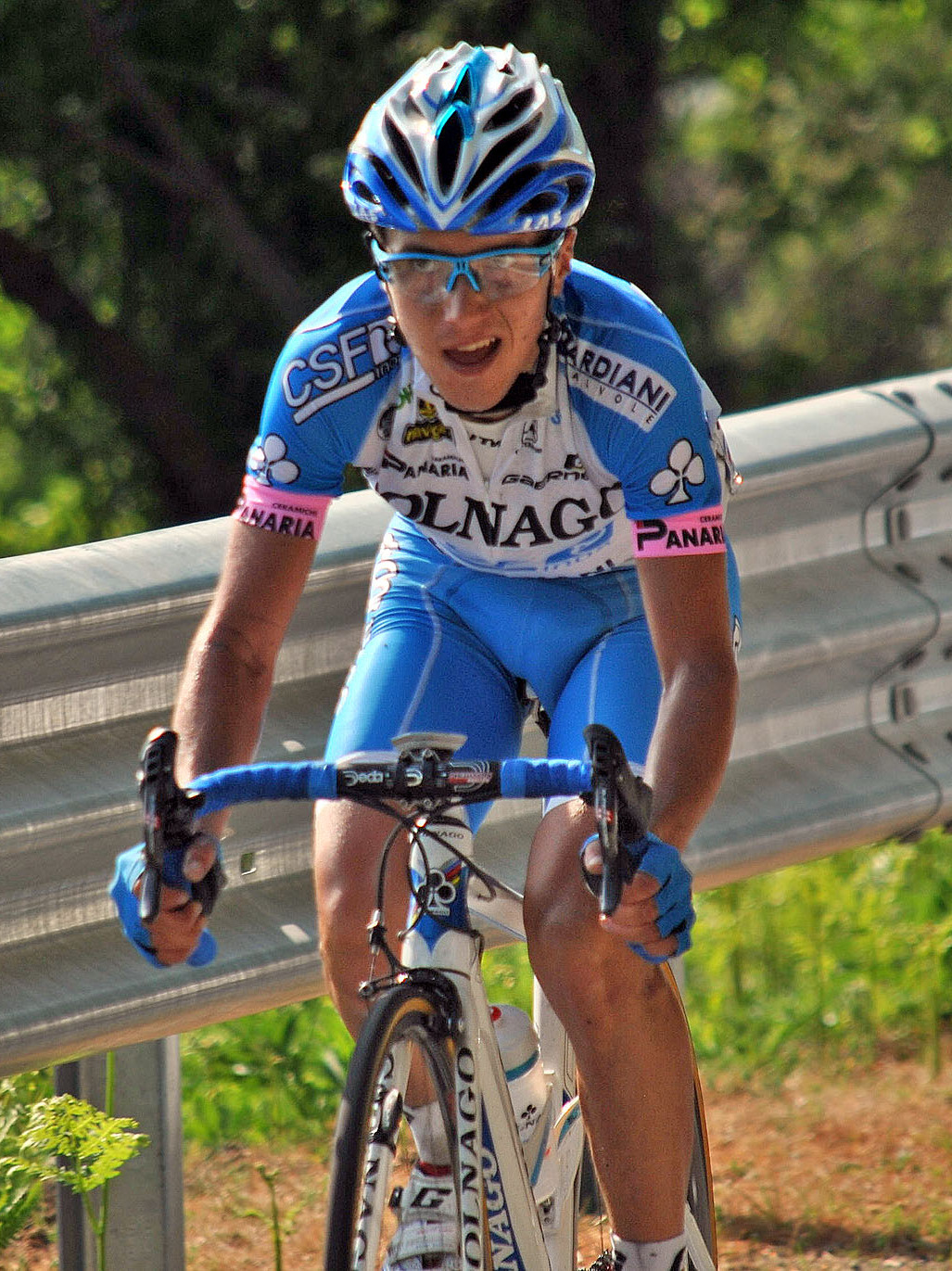
Domenico Pozzovivo durante una discesa al Giro d'Italia 2012.

L'anno dopo resta nell'entourage di Bruno e Roberto Reverberi, alla CSF Group-Navigare. In aprile chiude al terzo posto il Giro del Trentino; in maggio è in evidenza al Giro d'Italia: cerca infatti più volte di staccare i migliori, e ci riesce nella quindicesima frazione, conclusasi in vetta al Passo Fedaia, dove coglie un secondo posto dietro al compagno di squadra Emanuele Sella.  Tuttavia, è legittimo chiedersi se non sia il caso di assegnare il primo posto proprio a Pozzovivo; infatti, vittoria di Sella in quella circostanza farà sorgere dubbi quando, solo alcune settimane dopo, un controllo antidoping rivelerà la positività di Sella all'EPO. Si difende bene nelle successive tappe e termina il Giro al nono posto. Tali risultati che lo fanno entrare nella storia come primo ciclista della Basilicata a prendere parte alla "Corsa Rosa" e successivamente nel 2015 primo lucano a disputare il Tour de France.

### 2009-2012: le vittorie con la CSF/Colnago
Nella primavera del 2009 ottiene il primo successo da professionista, vincendo la tappa di Flero alla Settimana Ciclistica Lombarda. Consegue anche numerosi piazzamenti nelle gare a tappe e in linea italiane: è infatti sesto nella Settimana Coppi e Bartali, quinto al Giro del Trentino, terzo al Brixia Tour, settimo al Trofeo Melinda e sesto alla Coppa Sabatini. Non partecipa però al Giro d'Italia, la sua squadra infatti non viene invitata.
Nell'aprile del 2010 consegue la laurea in economia aziendale presso l'Università Telematica Marconi di Roma; disputa quindi un buon Giro del Trentino, vincendo la quarta tappa, mentre al Giro dell'Appennino transita per primo sul Passo della Bocchetta e si piazza secondo all'arrivo dietro al croato Robert Kišerlovski. È quindi gran protagonista al Brixia Tour: vince due tappe con arrivo in salita, veste per quattro giorni la maglia di leader e si aggiudica la classifica generale della corsa. Nel finale di stagione si piazza quarto al Trofeo Matteotti, secondo alla Tre Valli Varesine e al Giro di Romagna, settimo alla Gran Piemonte.
Nel 2011 è quarto al Giro del Trentino, sesto al Giro di Toscana e quinto ai campionati italiani, mentre al Giro d'Italia si ritira. In luglio è di nuovo al via del Brixia Tour, riesce a bissare il successo dell'anno prima sul Passo Maniva ma deve accontentarsi del secondo posto in classifica, a due minuti da Fortunato Baliani. Tra estate e autunno ottiene altri piazzamenti: secondo, come nel 2010, alla Tre Valli Varesine, terzo al Trofeo Melinda, sesto nella "Classica delle foglie morte", il Giro di Lombardia.

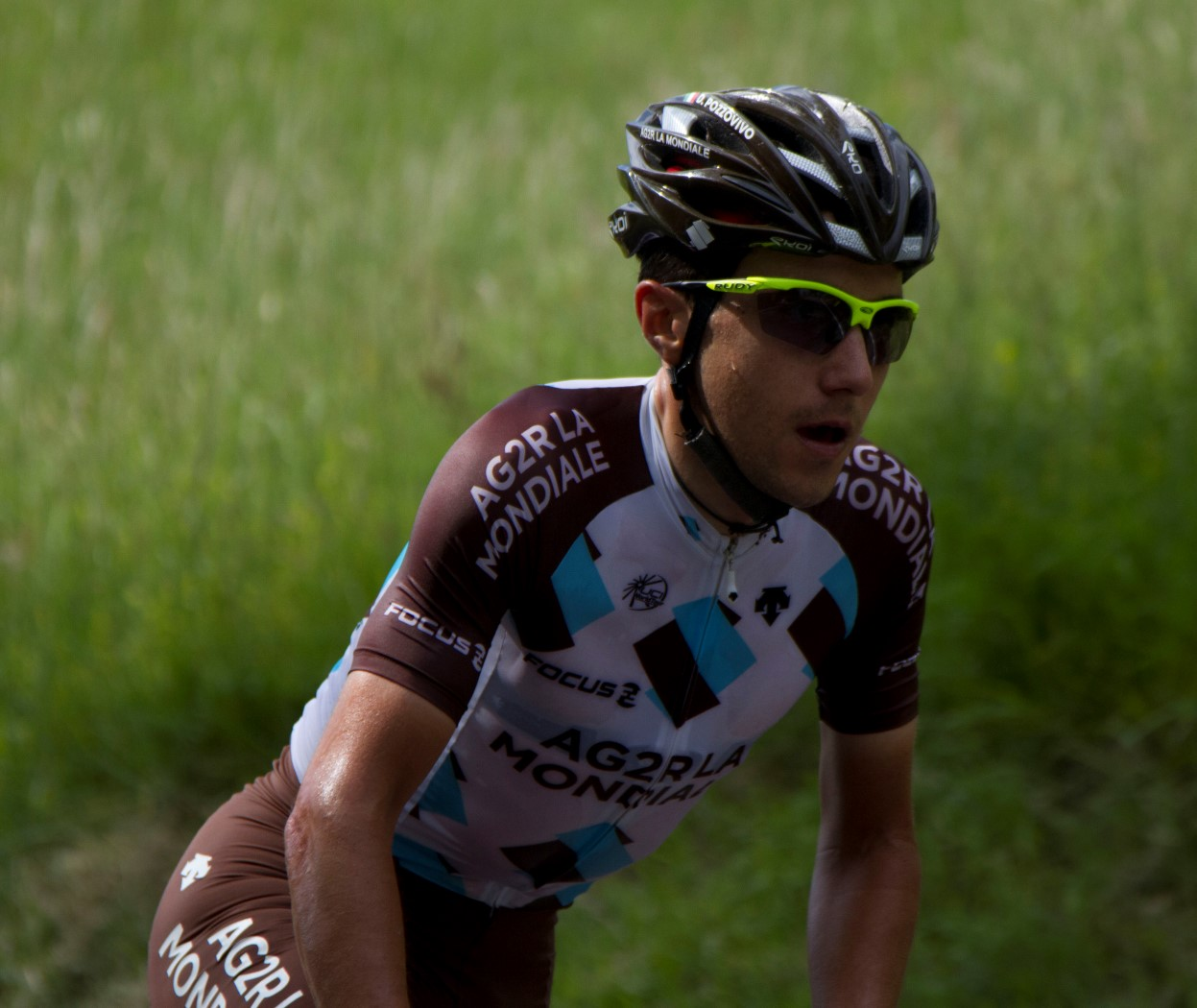
Pozzovivo in azione al Giro d'Italia 2014.

Nella stagione 2012 trionfa al Giro del Trentino: decisiva è la vittoria in solitaria nella terza tappa, quella con l'arrivo in salita di Punta Veleno. Il 13 maggio vince per la prima volta una tappa al Giro d'Italia, l'ottava, quella con arrivo in salita a Lago Laceno: concluderà quella "Corsa rosa" all'ottavo posto. In giugno si aggiudica una frazione al Giro di Slovenia, classificandosi secondo nella graduatoria generale, mentre nel finale di stagione ottiene alcuni piazzamenti nei primi dieci in classiche del calendario italiano.

### 2013-2017: gli anni all'AG2R La Mondiale
Nel 2013 lascia la squadra di Reverberi e passa tra le file della formazione World Tour francese AG2R La Mondiale. Nella stessa stagione ottiene il decimo posto al Giro d'Italia e, a seguire, il sesto posto alla Vuelta a España con un distacco di 8 minuti dal vincitore Chris Horner. Durante l'anno continua a figurare nelle top ten, classificandosi anche settimo al Tour de Pologne e quarto alla Milano-Torino.
Nel 2014 si piazza secondo al Giro del Trentino, preceduto dal solo Cadel Evans, e quinto nella prestigiosa Liegi-Bastogne-Liegi, dopo aver tentato l'attacco nel finale insieme a Giampaolo Caruso. Al successivo Giro d'Italia ottiene il terzo posto nella tappa di Sestola preceduto soltanto dagli uomini in fuga. Riesce a distinguersi sempre, concludendo la corsa al prestigioso quinto posto della classifica generale, a 6'32" dal vincitore Nairo Quintana.

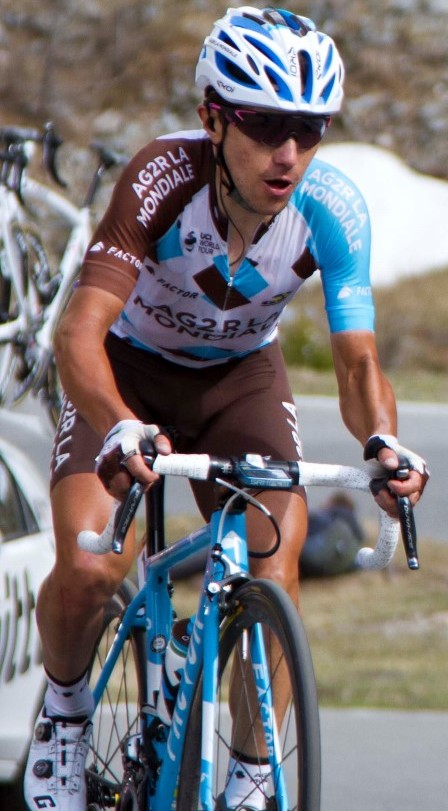
Pozzovivo in azione al Giro d'Italia 2017.

Nel 2015, durante la terza tappa del Giro d'Italia, da Rapallo a Sestri Levante, cade mentre affronta una discesa impegnativa, rimanendo a terra immobile. Trasportato in elicottero al pronto soccorso del San Martino di Genova, subisce 27 punti di sutura al volto restando in terapia semi-intensiva per un giorno per poi essere dimesso l'indomani. Nello stesso anno, dopo essersi iscritto alla facoltà di Scienze delle attività Motorie e sportive per conseguire la seconda laurea, si sposa con la fidanzata Valentina Conte, Ingegnere, Architetto e ricercatore universitario, presso la Basilica di Cassano all'Ionio, dove lei ricopriva la carica di Assessore, in Calabria.
Nel 2017 si classifica terzo al Tour of the Alps e sesto al Giro d'Italia, grazie anche a quattro piazzamenti Top 5 nell'ultima settimana di corsa. Il 15 giugno ottiene la prima vittoria stagionale, nella frazione in salita di La Punt al Giro di Svizzera, trionfando in solitaria; grazie al successo veste per un giorno anche la maglia di leader della corsa elvetica, che concluderà al quarto posto assoluto. In agosto firma quindi un contratto biennale con il team Bahrain-Merida, squadra World Tour capitanata da Vincenzo Nibali, valido a partire dal 2018. In ottobre eguaglia infine il proprio miglior piazzamento al Giro di Lombardia, tagliando il traguardo in sesta posizione.

### 2018-2019: il biennio alla Bahrain e l'incidente
Nel training camp svolto in Croazia nel dicembre 2017 il team Bahrain-Merida svela i piani dei suoi corridori per la stagione 2018: Pozzovivo è designato capitano al 101º Giro d'Italia e luogotenente di Vincenzo Nibali al Tour de France. Prende il via per l'inizio di stagione al Tour Down Under, piazzandosi sin dalle prime tappe nella top ten. Successivamente, partecipa alla "Corsa rosa" con i gradi di capitano: durante la prova riesce sin dalle prime tappe a contendere il podio, occupando il terzo posto della classifica generale fino alla 19ª tappa, con arrivo a Bardonecchia, quando un calo di forma lo costringe al quinto posto nella generale finale, primo degli italiani.
Dopo il Giro d'Italia, riesce a salire sul podio ai campionati italiani di Darfo Boario Terme, in terza posizione dopo aver aiutato il suo compagno di squadra Giovanni Visconti, secondo all'arrivo. A luglio prende il via alla Grande Boucle come gregario di Nibali, il quale è però costretto al ritiro per un infortunio. Pozzovivo si vede dunque costretto a un cambio di strategia e va più volte in fuga: riesce così a recuperare minuti nella classifica generale e a chiudere la corsa al diciottesimo posto, ancora primo italiano. A fine stagione è ottavo al Giro di Lombardia; grazie alla costanza di risultato, trionfa anche nella classifica della Ciclismo Cup, mettendo a referto, oltre al podio tricolore, il secondo posto al Tour of the Alps, il terzo al Giro della Toscana, il settimo alla Milano-Torino e il nono al Giro dell'Emilia. I risultati gli valgono anche la prima convocazione in Nazionale per la prova in linea dei mondiali di Innsbruck, che porta al termine al 21º posto.
Inizia il 2019 al Tour Down Under, ed è poi secondo nella classifica generale del Tour of Oman, alle spalle del solo Aleksej Lucenko. In maggio al Giro d'Italia è nuovamente gregario di Nibali, secondo classificato, piazzandosi al diciannovesimo posto della generale, mentre al seguente Giro di Svizzera è settimo assoluto dopo il secondo posto nella frazione alpina con arrivo al Passo del San Gottardo. È poi, il 9 agosto, dodicesimo al Tour de Pologne.
Il 12 agosto 2019, durante un allenamento per le strade del cosentino in preparazione alla Vuelta a España, viene investito frontalmente da un'auto che invade la sua corsia di marcia. Gli esiti per Pozzovivo sono rovinosi: fratture a un braccio in più parti, una gamba, una mano e diverse costole, oltre a pneumotorace e versamento epatico. Dopo i primi soccorsi presso l'ospedale civile Annunziata di Cosenza, in cui la sua condizione viene stabilizzata, viene immediatamente rimpatriato in Svizzera in aeroambulanza. Subisce otto interventi chirurgici per scongiurare l'ipotesi di protesi all'arto, e conclude anzitempo la propria stagione.

### 2020-2021: il biennio in NTT Pro Cycling/Qhubeka
Non trovando più spazio nella Bahrain-Merida mentre sta recuperando la forma dopo l'incidente, negli ultimi giorni del 2019 trova un accordo con la formazione sudafricana NTT Pro Cycling. Torna alle gare nel febbraio 2020, disputando il Tour de la Provence e poco dopo il UAE Tour: in entrambe le prove è quattordicesimo, primo della sua squadra. Dopo il lungo stop per la pandemia di COVID-19, corre il Tour de France (si ritira prima della decima tappa per i postumi di una caduta) e quindi il Giro d'Italia, nel quale si piazza undicesimo nella generale dopo aver raggiunto temporaneamente, per alcune frazioni, il quarto posto in classifica.
Nel 2021, con la nuova maglia Qhubeka-Assos (ex NTT), corre UAE Tour, Tirreno-Adriatico e Tour of the Alps in preparazione al Giro d'Italia, gara nella quale è però costretto al ritiro a causa di una caduta rimediata nella sesta tappa. In giugno conclude sesto al Giro di Svizzera, mentre in agosto è secondo nella tappa della Vuelta a Burgos con ascesa al Picón Blanco, dovendo però ritirarsi prima dell'ultima frazione. 

### 2022: Intermarché-Wanty-Gobert
Rimasto senza contratto per la chiusura del Team Qhubeka, nel febbraio 2022 viene annunciato il suo passaggio con contratto annuale alla Intermarché-Wanty-Gobert, con cui esordisce alla Vuelta a Andalucía. Con la compagine belga, partecipa come capitano al Giro d'Italia 2022, concludendo all'ottavo posto in classifica generale e, divenendo, all'età di 39 anni, il corridore più anziano a concludere la competizione nella top 10 dai tempi di Giovanni Rossignoli nell'edizione del 1924.
Successivamente, riesce ad ottenere altri piazzamenti, tra cui il nono posto nella classifica generale del Giro di Svizzera e altre top 10 nel finale di stagione, terminando rispettivamente quinto alla Coppa Agostoni, terzo al Giro dell'Emilia e ottavo alla Tre Valli Varesine, prima di terminare con una caduta e conseguente ritiro al Giro di Lombardia. Nonostante questi piazzamenti, a fine stagione si trova nuovamente senza contratto.

### 2023: Israel-Premier Tech
Il 7 marzo 2023 viene ufficializzato il suo arrivo nella squadra israeliana Israel-Premier Tech, con la quale esordisce a fine mese in occasione della Settimana Internazionale Coppi e Bartali, che conclude sesto in classifica generale, sfiorando anche il successo nella terza tappa, arrivando dietro al solo Ben Healy. La stagione non prosegue nel migliore dei modi, dapprima si trova costretto al ritiro alla decima tappa del Giro d'Italia, causa la positività al Covid-19, dopodiché per via di una caduta alla Vuelta a Castilla y León, riporta una frattura delle costole e uno pneumotorace che lo tengono fuori due mesi dalle corse.
Rientrato alle corse in occasione delle classiche di un giorno italiane, non riesce ad ottenere piazzamenti di livello, ritrovandosi ancora una volta senza contratto al termine della stagione.

### 2024: Il ritorno in Bardiani e il ritiro
Trovatosi di nuovo alla ricerca di un contratto, il 25 febbraio viene annunciato il ritorno per il suo ultimo anno da professionista alla VF Group-Bardiani CSF-Faizanè, ricongiungendosi alla famiglia Reverberi con la quale aveva iniziato la sua carriera ciclistica. Con la squadra professional italiana esordisce alla Tirreno-Adriatico, ma è alla Settimana Internazionale Coppi e Bartali e al Giro d'Abruzzo che raccoglie i primi piazzamenti di rilievo, concludendo rispettivamente in ottava e decima posizione. 
Nel mese di maggio prende parte al suo diciottesimo Giro d’Italia, concluso in ventesima posizione, in cui eguaglia, all'età di 41 anni, il record storico di partecipazioni di Wladimiro Panizza.
Nella restante parte della stagione ottiene un quarto posto nella classifica generale del Giro di Slovenia e il sesto posto al Giro della Toscana, prima di concludere la sua ventennale carriera al Lombardia il 12 ottobre.

## Vita privata
È sposato dal 2015 con Valentina Conte, con la quale ha annunciato, in occasione della sua ultima corsa da professionista, il Giro di Lombardia 2024, che avrebbe avuto un figlio.
Contestualmente alla carriera sportiva da professionista, dopo la maturità scientifica, ha conseguito una prima laurea in Economia Aziendale ed una seconda laurea in Scienze Motorie. È, inoltre, un appassionato di pianoforte e un esperto di meteorologia.

## Palmarès
- 2001 (Dilettanti Under-23, Zoccorinese, due vittorie)

4ª tappa Le Transalsace International
Classifica generale Le Transalsace International
- 2004 (Dilettanti Under-23, Zalf-Désirée-Fior, una vittoria)

4ª tappa Giro della Regione Friuli Venezia Giulia (Tolmezzo > Sauris)
- 2009 (CSF Group-Navigare, una vittoria)

5ª tappa Settimana Ciclistica Lombarda (Flero > Flero)
- 2010 (Colnago-CSF Inox, quattro vittorie)

4ª tappa Giro del Trentino (Arco > Alpe di Pampeago)
2ª tappa Brixia Tour (Buffalora > Lumezzane-Cima Poffe)
4ª tappa Brixia Tour (Concesio > Passo Maniva)
Classifica generale Brixia Tour
- 2011 (Colnago-CSF Inox, una vittoria)

4ª tappa Brixia Tour (Concesio > Passo Maniva)
- 2012 (Colnago-CSF Inox, quattro vittorie)

3ª tappa Giro del Trentino (Pergine > Brenzone)
Classifica generale Giro del Trentino
8ª tappa Giro d'Italia (Sulmona > Lago Laceno)
3ª tappa Giro di Slovenia (Ivančna Gorica > Škofja Loka)
- 2015 (AG2R La Mondiale, due vittorie)

3ª tappa Volta Ciclista a Catalunya (Gerona > Gerona)
3ª tappa Giro del Trentino (Ala > Fierozzo Val dei Mòcheni)
- 2017 (AG2R La Mondiale, una vittoria)

6ª tappa Giro di Svizzera (Locarno > La Punt)

### Altri successi
- 2004 (Dilettanti Under-23, Zalf-Désirée-Fior)

Classifica giovani Giro della Regione Friuli Venezia Giulia
- 2010 (Colnago-CSF Inox)

Classifica scalatori Brixia Tour
Classifica a punti Brixia Tour
- 2012 (Colnago-CSF Inox)

Classifica scalatori Giro del Trentino
1ª  tappa, 2ª.semitappa Giro di Padania (San Giovanni in Persiceto > Crevalcore, cronosquadre)
- 2018 (Bahrain-Merida)

Classifica generale Ciclismo Cup

## Piazzamenti

### Grandi Giri
- Giro d'Italia

2005: ritirato (19ª tappa)
2007: 17º
2008: 9º
2010: ritirato (13ª tappa)
2011: ritirato (15ª tappa)
2012: 8º
2013: 9º
2014: 5º
2015: ritirato (3ª tappa)
2016: 20º
2017: 6º
2018: 5º
2019: 19º
2020: 11º
2021: ritirato (7ª tappa)
2022: 8º
2023: non partito (10ª tappa)
2024: 20º
- Tour de France

2016: 33º
2018: 18º
2020: non partito (10ª tappa)
- Vuelta a España

2013: 6º
2015: 11º
2017: ritirato (11ª tappa)
2022: ritirato (15ª tappa)

### Classiche monumento
- Milano-Sanremo

2005: 163º
2010: 73º
2011: 101º
- Liegi-Bastogne-Liegi

2014: 5º
2015: 8º
2016: 63º
2017: 12º
2018: 5º
2021: 60º
2022: 25º
- Giro di Lombardia

2005: 49º
2006: 54º
2007: 30º
2008: 22º
2010: ritirato
2011: 6º
2012: ritirato
2013: 15º
2014: 85º
2015: 19º
2016: 37º
2017: 6º
2018: 8º
2021: 30º
2022: ritirato
2024: 38°

### Competizioni mondiali
- Campionati del mondo

Verona 2004 - In linea Under-23: 4º
Innsbruck 2018 - In linea Elite: 21º

## Riconoscimenti
- Premio Italia under 23 nel 2004
- Prestigio Bicisport nel 2004[35]